# Calendario cósmico

Para describir la historia del Universo, el modelo del Calendario Cósmico planteado por Carl Sagan, toma al Big Bang como punto de partida, situando su origen aproximado en unos 13 800 millones años, y que la historia del Universo toma una escala de tiempo equivalente a un año terrestre, como lo fue popularizado por Carl Sagan. De acuerdo a lo anterior, en esta escala el Big Bang tiene lugar el 1 de enero a la medianoche, la hora actual es el 31 de diciembre en la medianoche, y la vida humana más larga es un abrir y cerrar de ojos (sobre ¼ de segundo).

El Calendario Cósmico es una escala en la que el periodo de vida del Universo se extrapola a un calendario anual; esto es, el Big Bang tuvo lugar en el 1 de enero cósmico, exactamente a medianoche y el momento actual es la medianoche del 31 de diciembre. En este calendario, el Sistema Solar aparece recién el 9 de septiembre, la vida en la Tierra surge el 30 de ese mes, el primer dinosaurio aparece el 25 de diciembre y los primeros primates el 30. Los más primitivos Homo Sapiens aparecen diez minutos antes de medianoche del último día del año, y toda la historia de la humanidad ocupa solo los últimos 21 segundos. En esta escala de tiempo, la edad humana promedio dura unos 0,15 segundos. En esta escala, hay 438 años por segundo, 1.580.000 años por hora, y 37.800.000 años por día.
Esta escala fue popularizada por el astrónomo Carl Sagan en su libro Los dragones del Edén y en la serie de televisión Cosmos, que él presentaba.
En la serie secuela de 2014, Cosmos: A Space-Time Odyssey, el anfitrión Neil deGrasse Tyson presenta el mismo concepto de un Calendario Cósmico, pero usando la edad revisada del Universo de 13 800 millones de años como una mejora de la cifra de Sagan de 1980 de 15 000 millones de años. Sagan pasa a extender la comparación en términos de superficie, explicando que si el Calendario Cósmico se escala para del tamaño de un campo de fútbol, entonces, "toda la historia humana ocuparía un área del tamaño de [su] mano".

## Día cósmico

### Big Bang
- 1 de enero: sucede el Big Bang.
- febrero, marzo, abril: se forman las primeras nebulosas que forman el firmamento
- 1 de mayo: se forma la Vía Láctea.
- 9 de septiembre: se forma el Sistema Solar.
- 14 de septiembre: se forma la Tierra.
- 25 de septiembre: se forman las rocas más antiguas conocidas en la Tierra.

### El nacimiento de la vida
- 30 de septiembre: vida en la Tierra.
- 9 de octubre: aparecen los fósiles más antiguos.
- 1 de noviembre: desarrollo de la reproducción sexual.
- 12 de noviembre: el fósil más antiguo de las plantas fotosintéticas.
- 15 de noviembre: florecen las Eucariota.
- 1 de diciembre: se empieza a desarrollar la atmósfera de oxígeno.
- 17 de diciembre: primeros invertebrados.
- 18 de diciembre: primer plancton oceánico.
- 19 de diciembre: aparecen los peces y los vertebrados.
- 20 de diciembre: aparecen las plantas vasculares. Las plantas comienzan la colonización de la Tierra.
- 21 de diciembre: aparecen los insectos, los animales comienzan la colonización de la Tierra.

### El dominio de los gigantes
- 22 de diciembre: aparecen los anfibios y los insectos alados.
- 23 de diciembre: aparecen los árboles y reptiles.
- 24 de diciembre: los dinosaurios aparecen y dominan la Tierra por más de 160 millones años.
- 26 de diciembre: primeros mamíferos.
- 27 de diciembre: primeras aves, primeras flores.
- 28 de diciembre: extinción masiva del Cretácico-Paleógeno, muchas formas de vida murieron, incluyendo a los dinosaurios.

### La dominación de los primates
- 29 de diciembre: primeros primates.
- 30 de diciembre: primera evolución del cerebro de los primates, homínidos.
- 31 de diciembre, hora 13.30.00: antepasados de los simios y los hombres.
- 31 de diciembre, hora 22.30.00: aparecen los primeros seres humanos.
- 31 de diciembre, hora 23.00.00: utilización de herramientas de piedra.
- 31 de diciembre, hora 23.46.00: la domesticación del fuego.
- 31 de diciembre, hora 23.56.00: período glacial más reciente.
- 31 de diciembre, hora 23.59.00: pintura rupestre en Europa.
- 31 de diciembre, hora 23.59.20: agricultura.
- 31 de diciembre, hora 23.59.35: civilización neolítica.

### Empieza la historia
- 31 de diciembre, hora 23.59.50: fin de la prehistoria y el comienzo de la historia, las dinastías en Sumeria, Ebla y Egipto, la astronomía
- 31 de diciembre, hora 23.59.51: se inventa el alfabeto y la rueda, Imperio acadio.
- 31 de diciembre, hora 23.59.52: Código de Hammurabi (Babilonia), Imperio Medio de Egipto.
- 31 de diciembre, hora 23.59.53: metalurgia del bronce, la cultura micénica, guerra de Troya; cultura olmeca.
- 31 de diciembre, hora 23.59.54: metalurgia del hierro, el Imperio asirio, Reino de Israel, fundación de Cartago.

### Emperadores y los dioses
- 31 de diciembre, hora 23.59.55: el nacimiento de Buda y de Confucio, China de la Dinastía Qin, la Atenas de Pericles, el imperio de la India de Aśoka, las escrituras santas Ṛig vedá se han completado.
- 31 de diciembre, hora 23.59.56: la geometría euclidiana, la física de Arquímedes, la astronomía de Ptolomeo, Juegos Olímpicos griegos, el Imperio romano, Nacimiento de Cristo.
- 31 de diciembre, hora 23.59.57: el nacimiento de Mahoma, el cero y los decimales inventados en la aritmética india, Roma cae, las conquistas musulmanas.
- 31 de diciembre, hora 23.59.58: la civilización maya, la Dinastía Sung de China, el Imperio bizantino, invasión mongólica, cruzadas.

### Viajes de descubrimiento
- 31 de diciembre, hora 23.59.59: Viajes de descubrimiento de Europa y de la Dinastía Ming de China, Colón llega a América, el Renacimiento en Europa.

### El último segundo
- 31 de diciembre, hora 24.00.00: Comienzo de la cultura moderna, el desarrollo de la ciencia y la tecnología, la Revolución francesa, la Primera Guerra Mundial, Segunda Guerra Mundial, el Apolo llega a la Luna, la nave espacial de exploración planetaria, la búsqueda de inteligencia extraterrestre.